# SMS Kaiserin Augusta
SMS Kaiserin Augusta byl chráněný křižník německé Kaiserliche Marine. Do služby byl přijat roku 1892. Podílel se na potlačení boxerského povstání v Číně. Za první světové války byl využíván ve výcviku. Roku 1919 byl vyřazen a sešrotován.

## Stavba

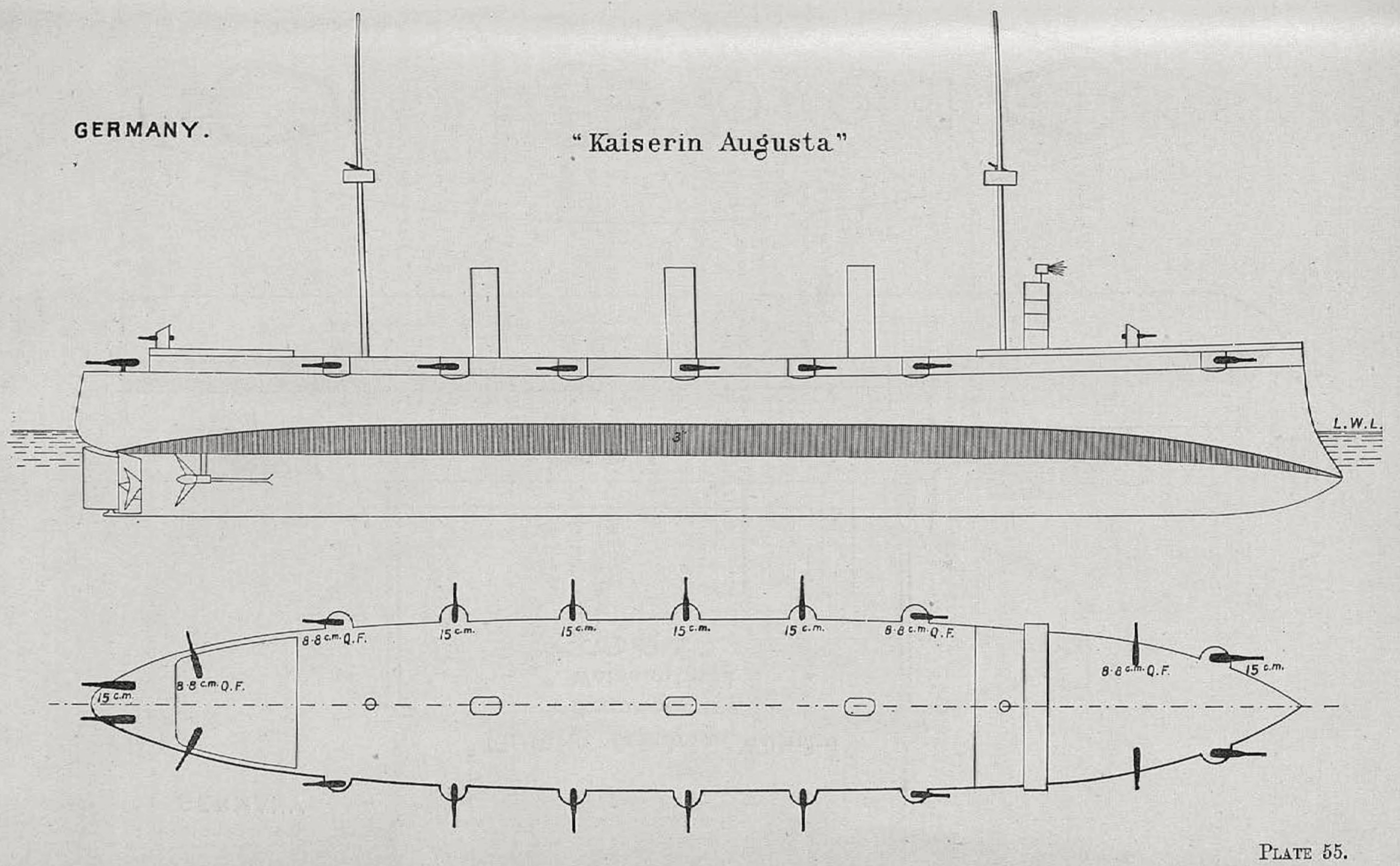
Základní uspořádání plavidla

Křižník postavila německá loděnice Germaniawerft v Kielu. Jeho návrh vznikl roku 1887. Jako první německá válečná loď neměl dva, ale tři lodní šrouby. Jeho kýl byl založen roku 1890. Na vodu byl spuštěn 15. ledna 1892 a do služby byl přijat 17. listopadu 1892.

## Konstrukce

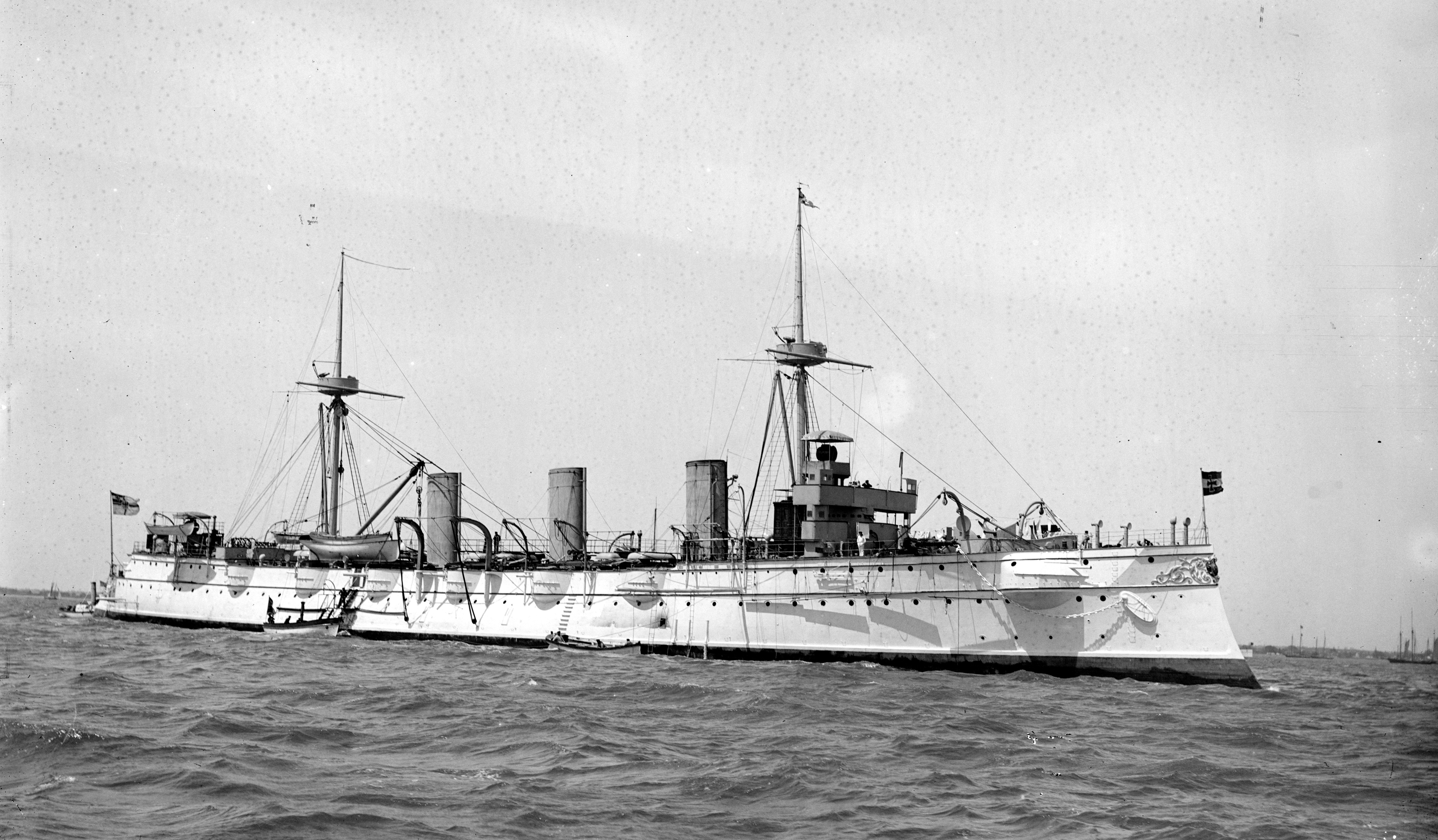
Kaiserin Augusta v roce 1893

Hlavní výzbroj představovaly čtyři 150mm kanóny a osm 105mm kanónů. Doplňovalo je osm 88mm kanónů, čtyři pětihlavňové revolverové 37mm kanóny a pět 350mm torpédometů. Plavidlo chránila 50mm pancéřová paluba se 70mm skloněnými konci. Velitelský můstek chránil 50mm pancíř a jeho stroj 20mm pancíř. Pohonný systém tvořilo osm cylindrických kotlů a tři parní stroje s trojnásobnou expanzí o výkonu 12 000 hp, roztáčející tři lodní šrouby. Nejvyšší rychlost dosahovala 21 uzlů. Dosah byl 3240 námořních mil při rychlosti 12 uzlů.

### Modifikace
Roku 1896 křižník dostal novou hlavní výzbroj v podobě dvanácti 150mm kanónů. Ty nahradily původní 150mm a 105mm kanóny. Roku 1907 byly odstraněny čtyři torpédomety. Další celkovou změnou výzbroje křižník prošel už jako cvičná loď. Tvořil ji jeden 150mm kanón, čtyři 105mm kanóny a čtrnáct 88mm kanónů různých verzí.

## Služba

Kaiserin Augusta vyplouvající z New Yorku na litografii od C. Saltzmanna z roku 1895

V letech 1897–1902 byl křižník součástí Německé Východoasijské eskadry. Roku 1900 se podílel na potlačení boxerského povstání v Číně. Po návratu do Německa až do roku 1907 procházel generálkou, po které byl převeden do rezervy. Roku 1914 byl křižník reaktivován jako dělostřelecká cvičná loď. V této roli byl využíván po celou dobu první světové války. Roku 1919 byl vyřazen.